# Ramaria stricta (burete)
Ramaria stricta (Christian Hendrik Persoon, 1795 ex Lucien Quélet, 1888), sin. Ramaria condensata (Elias Magnus Fries, 1838 ex Lucien Quélet, 1888), din încrengătura Basidiomycota, în familia Gomphaceae și de genul Ramaria, denumită în popor degetar sau creasta cocoșului, este o ciupercă necomestibilă care nu coabitează, fiind una din speciile saprofite ale genului. În România, Basarabia și Bucovina de Nord, se dezvoltă izolată sau în grupuri, pe lemn în putrefacție prin păduri umbroase și umede, în special pe lângă fagi, fiind întâlnită mai rar în apropiere de stejari sau molizi, dar crește și pe mulci. Apare de la câmpie la munte, din (iulie) august până în noiembrie, la vreme favorabilă și în decembrie.

## Taxonomie

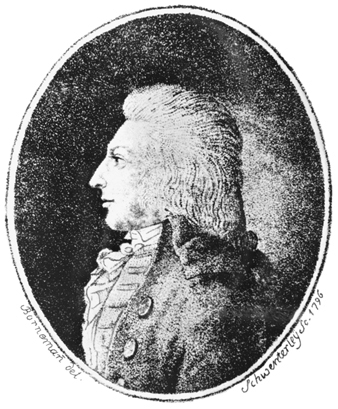
C. H. Persoon

Primul care a pomenit specia sub numele Clavaria stricta a fost omul de știință Christian Hendrik Persoon în Neue Annalen der Botanick din 1795.
În 1838, suedezul Elias Magnus Fries a descris specia sub taxonul Clavaria condensata în cartea sa Epicrisis Systematis Mycologici seu Synopsis Hymenomycetum, această denumire înlocuind-o pe cea dată de Persoon.
Atunci când, în 1888, micologul francez Lucien Quélet a redenumit genul Clavaria în Ramaria, a lăsat, din precauție, două denumiri sinonime pentru degetar: Ramaria stricta și Ramaria condensata. Numele binomial acceptat pe larg și valabil până în prezent (2018) este Ramaria stricta, totuși varianta lui Fries mai este destul de răspândită, de exemplu în literatura micologică română.
Toate celelalte denumiri nu sunt folosite, dar sunt acceptate sinonim.

## Descriere

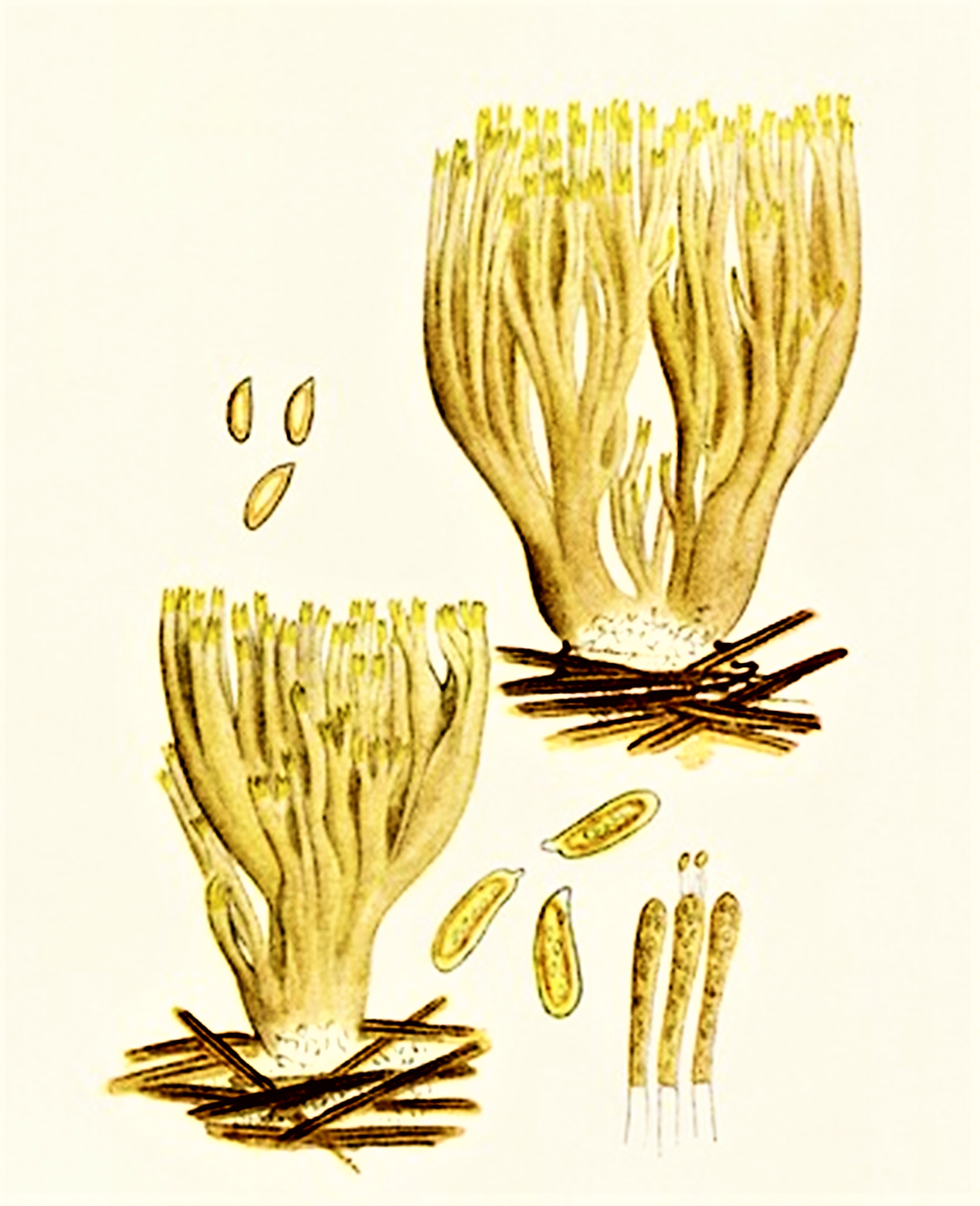
Bres.: Clavaria condensata

Au fost constatate 4 variații (forme) ale speciei: alba, concolor (ramuri și trunchi de aceiași culoare), fumida (cu nuanțe cenusii) și violaceo-tincta (colorată violaceu). În urmare este descrisă forma bazală referitor la culoare.
- Corpul fructifer:  are o înălțime de până la 12 (14) cm și un diametru de 5-10 cm. El se împarte dintr-un cocean cărnos, în numeroase ramificații foarte înghesuite, strict verticale, drepte și cilindrice, niciodată curbate, cărnoase și elastice, groase la bază și subțiate treptat către vârf, cu un colorit care poate fi galben-ocru, galben-ruginiu, ocru-maroniu, de culoarea chitului, adesea cu nuanțe rozalii. Vârfurile sunt ramificate dicotomic, scurte și obtuze, fiind galben-verzuie. La presiune se colorează brun-violaceu.
- Trunchiul: este foarte scurt și lat, cărnos, masiv și compact, din care decurg până la 8 ramuri, prezentând un fetru din micelii albicios și gros la bază. Culoarea este albuie cu nuanțe maronii sau rozalii.
- Carnea: este destul de tare, elastică și  nu fragilă. Coloritul variază de la albicios, peste palid gălbui, gri-gălbui până la ocru-gălbui, fiind mereu mai închis spre exterior. Mirosul este plăcut amărui, gustul slab de anason, dar piperat, destul de amar și astringent. Sub presiune se colorează brun-violet.[3][4]
- Reacții chimice: Carnea se colorează cu Hidroxid de potasiu brun.[11]
- Caracteristici microscopice: are spori lunguieți în formă de migdale, cu vârfuri ascuțite și îndoite, slab hialini (translucizi), netezi sau slab aspri, fin gutulați în interior, cu o mărime de 7,5-10,5 x 3,5-5 microni. Pulberea lor este de colorit ocru-gălbui. Basidiile în formă de măciucă cilindrică cu cleme bazale și 2 sterigme măsoară 30-40 x 4-5 microni.[12]

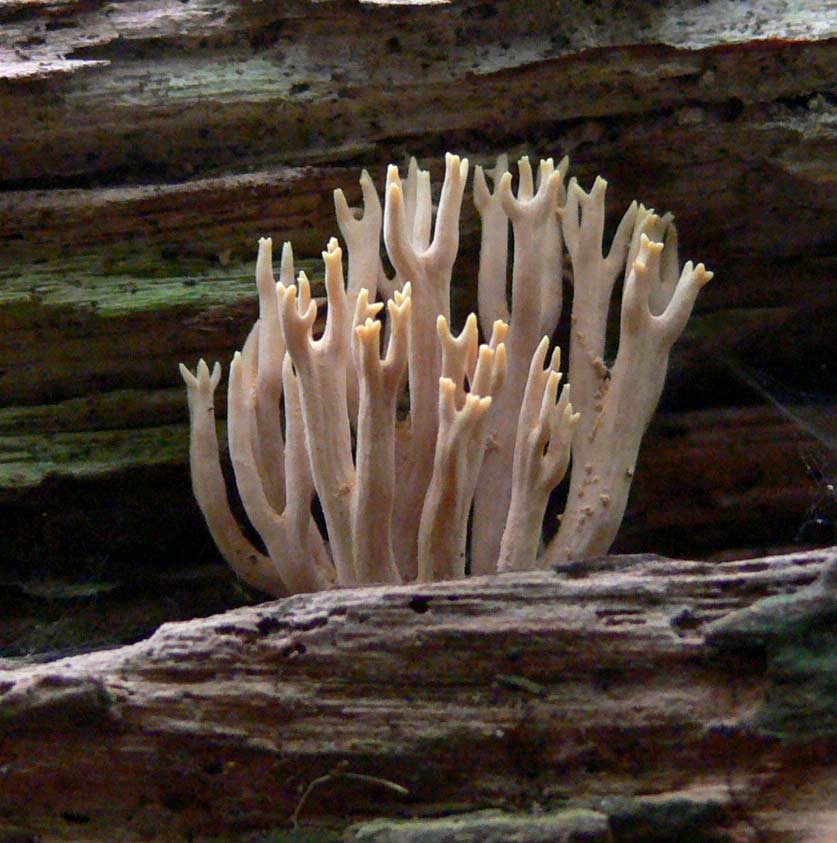
R. stricta tânără
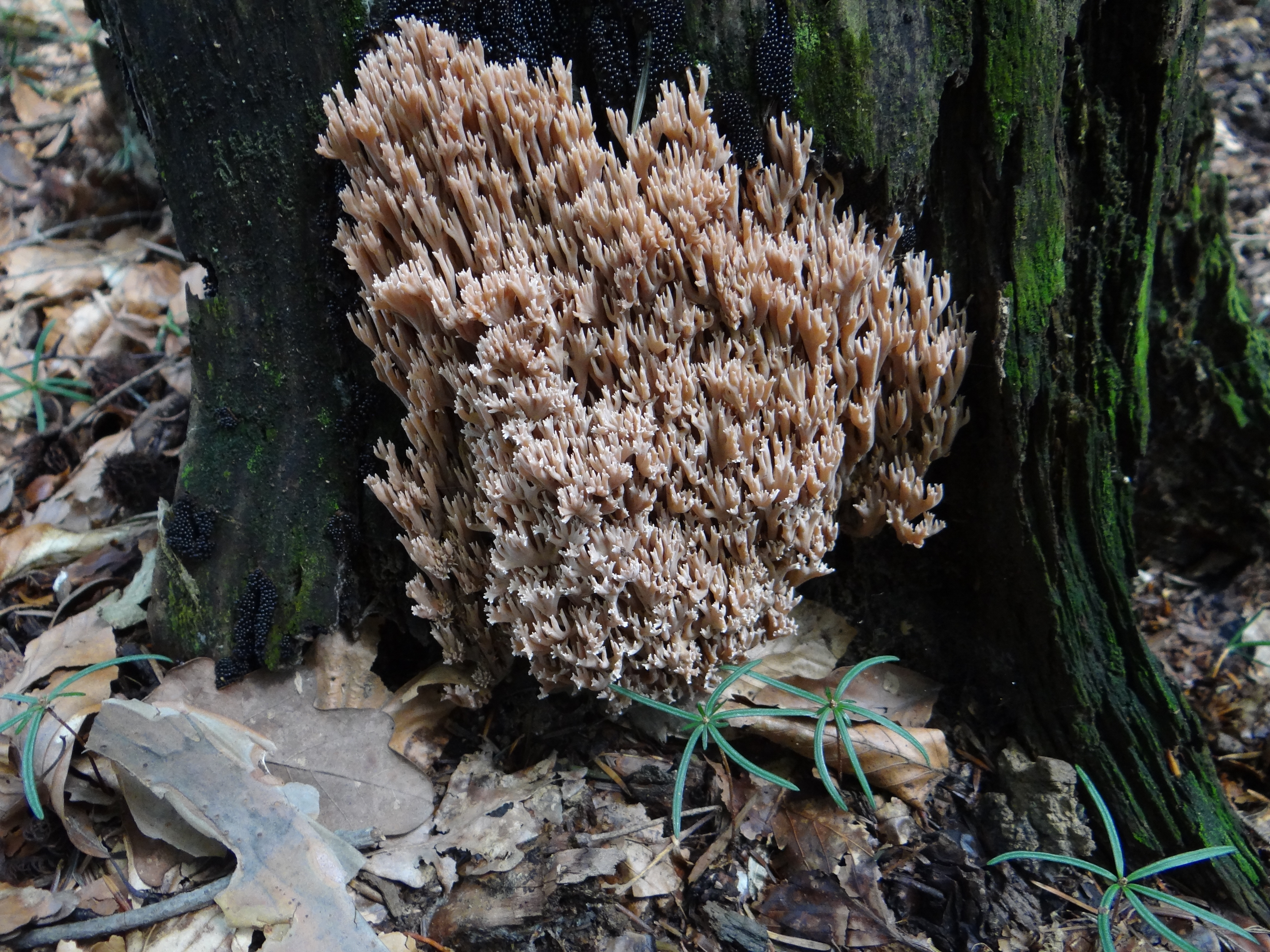
R. stricta bătrână
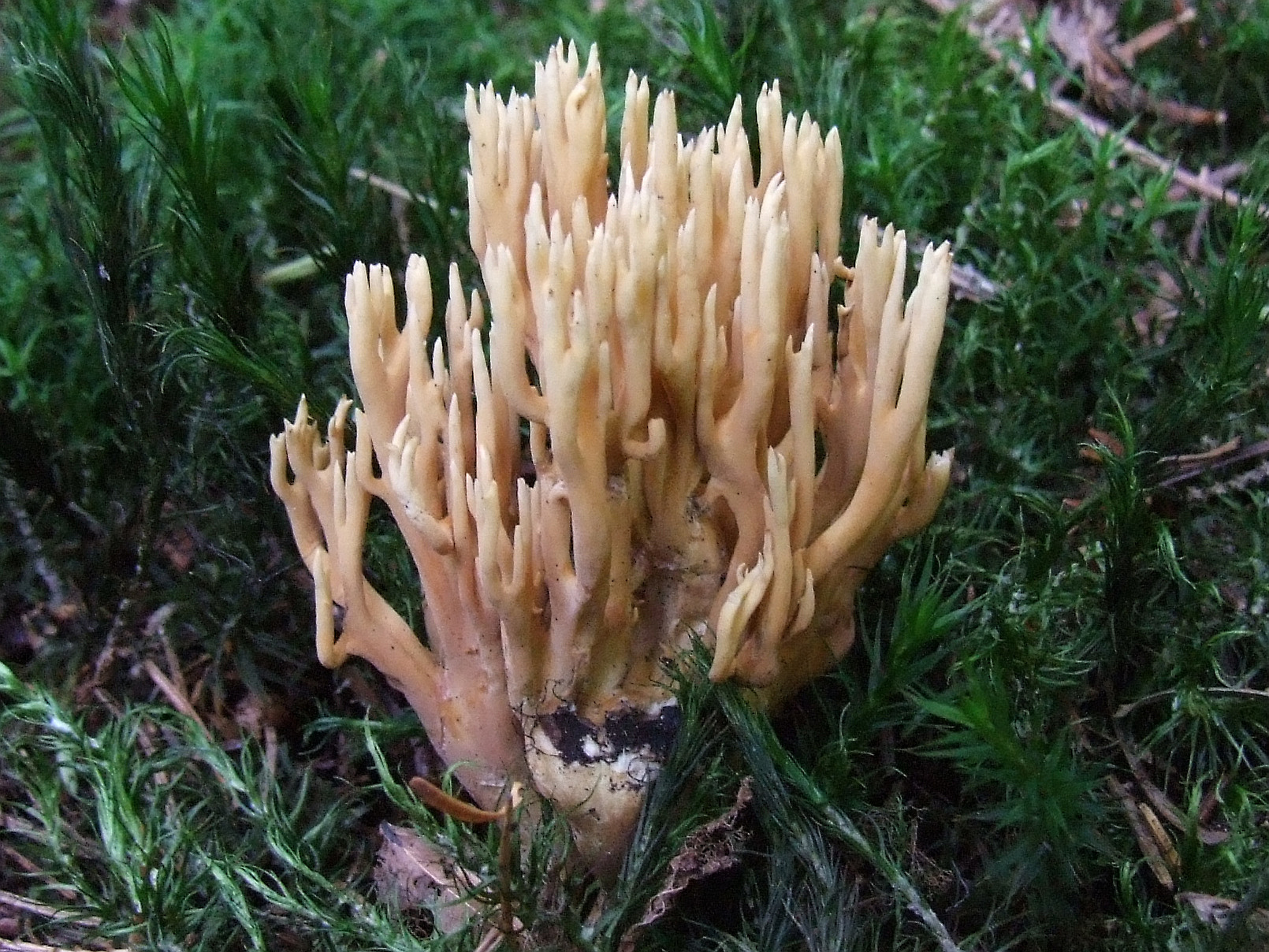
R. stricta albicioasă
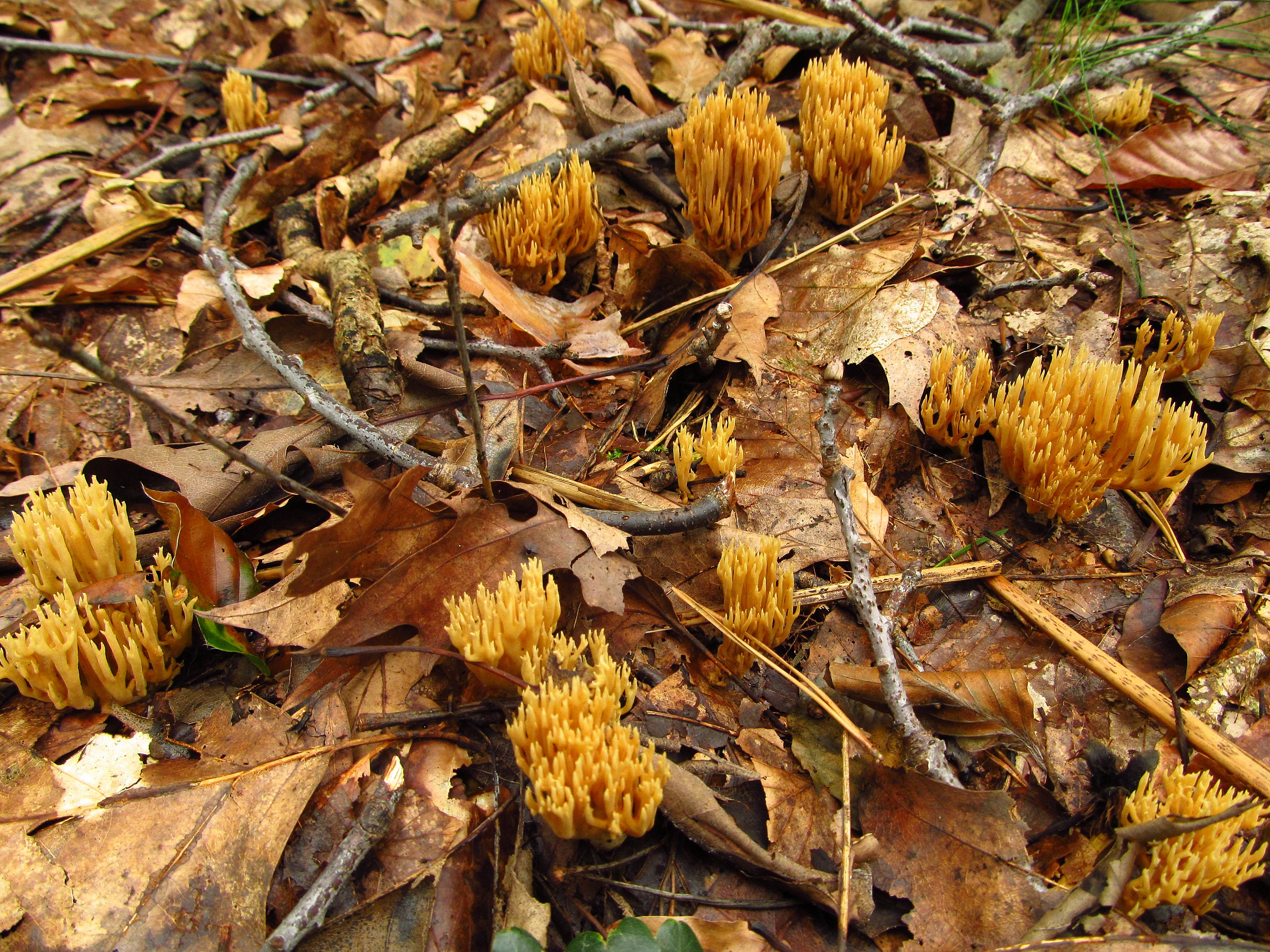
R. stricta, grup

## Confuzii
Chiar și specialiști au probleme cu diferențierea buretelui cu alte specii ale acestui gen. Cele necomestibile au cel puțin mereu un gust nepotrivit. Degetarul poate fi confundat ușor cu: Ramaria abietina (necomestibilă), Ramaria aurantiosiccescens (E. Schild, 1979), (comestibilă) Ramaria aurea (comestibilă), Ramaria botrytis (comestibilă),  Ramaria eumorpha (necomestibilă), Ramaria fennica (necomestibilă), Ramaria flaccida (necomestibilă), Ramaria flava (comestibilă), Ramaria flavescens (comestibilă), Ramaria flavobrunnescens (comestibilă), Ramaria formosa (otrăvitoare), Ramaria gracilis (comestibilă), Ramaria largentii, (comestibilă) Ramaria obtusissima (comestibilă, puțin gustoasă),  Ramaria ochroclora (comestibilitate nesigură), Ramaria pallida (otrăvitoare), Ramaria rufescens (comestibilă) sau Ramaria testaceoflava, (necomestibilă).

## Specii asemănătoare

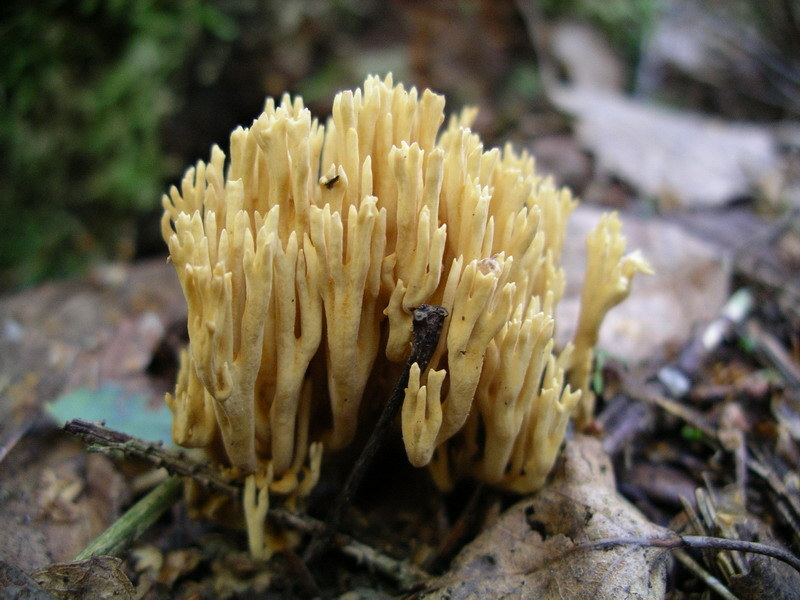
!Ramaria abietina!
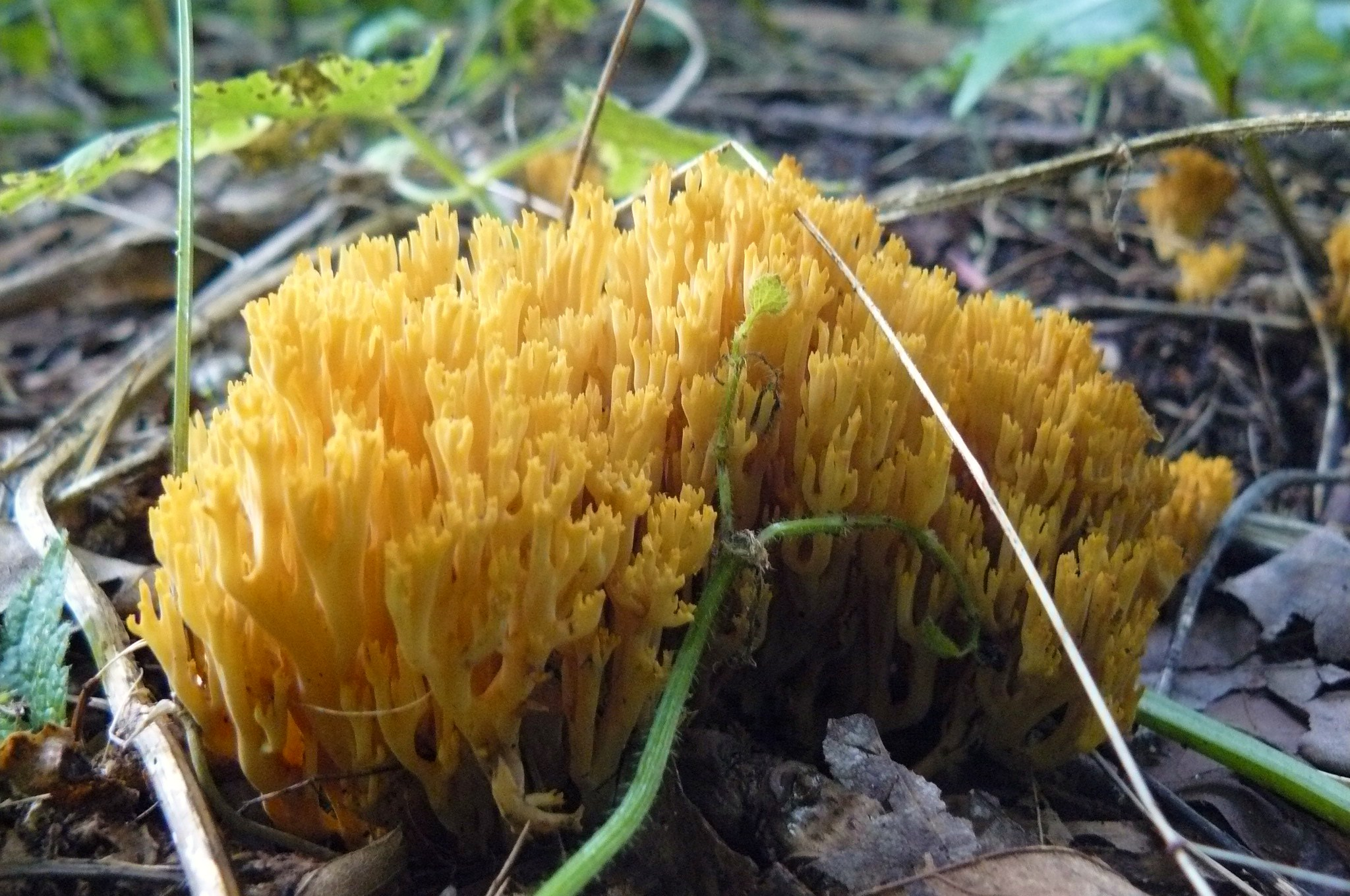
Ramaria aurantiosiccescens
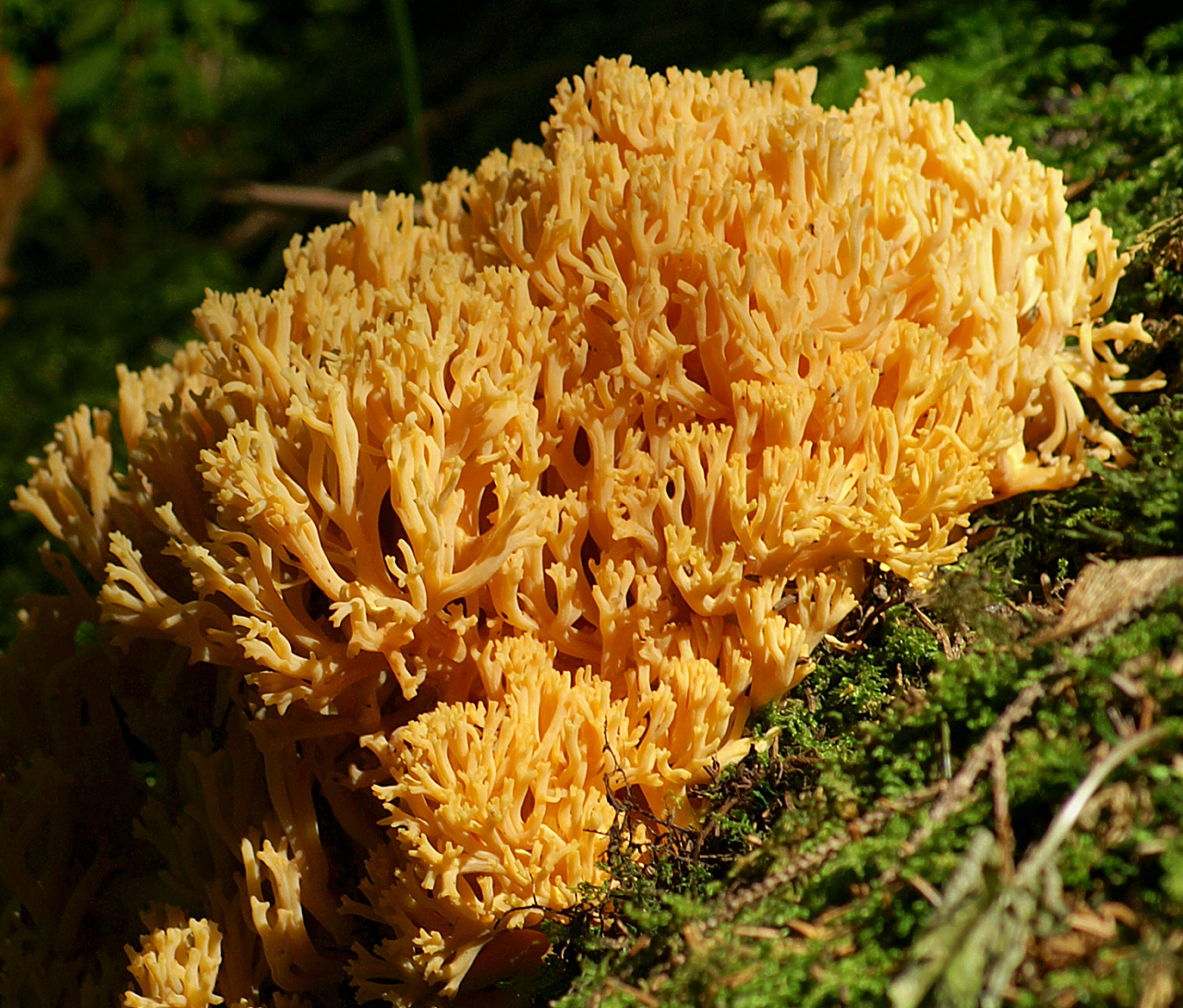
Ramaria aurea
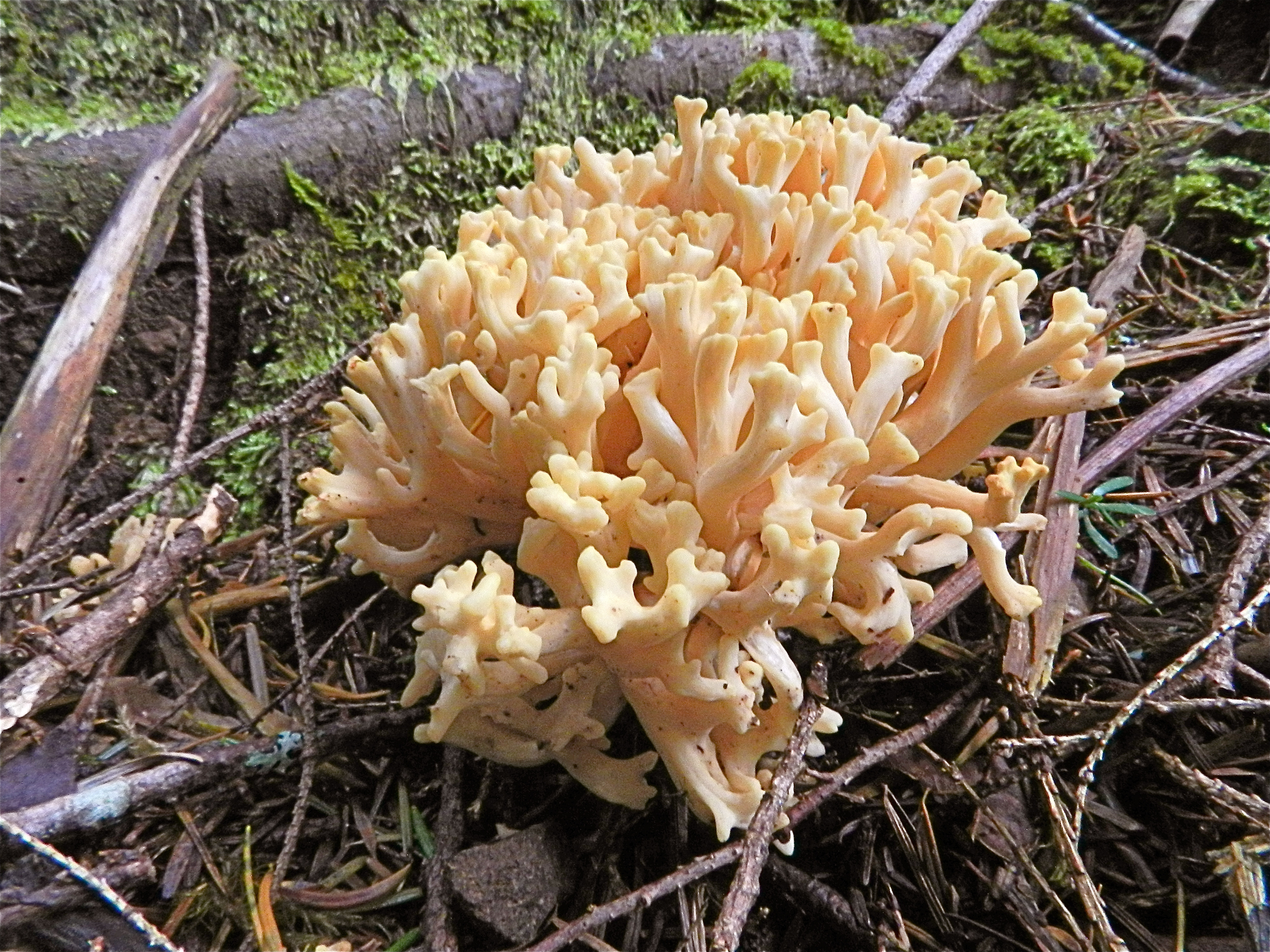
Ramaria botrytis tânără
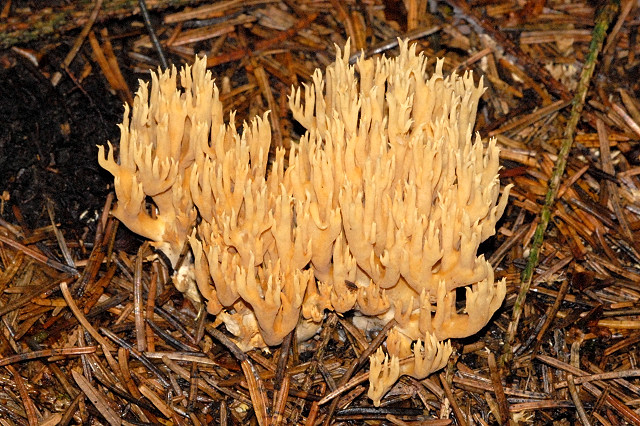
!Ramaria.eumorpha!
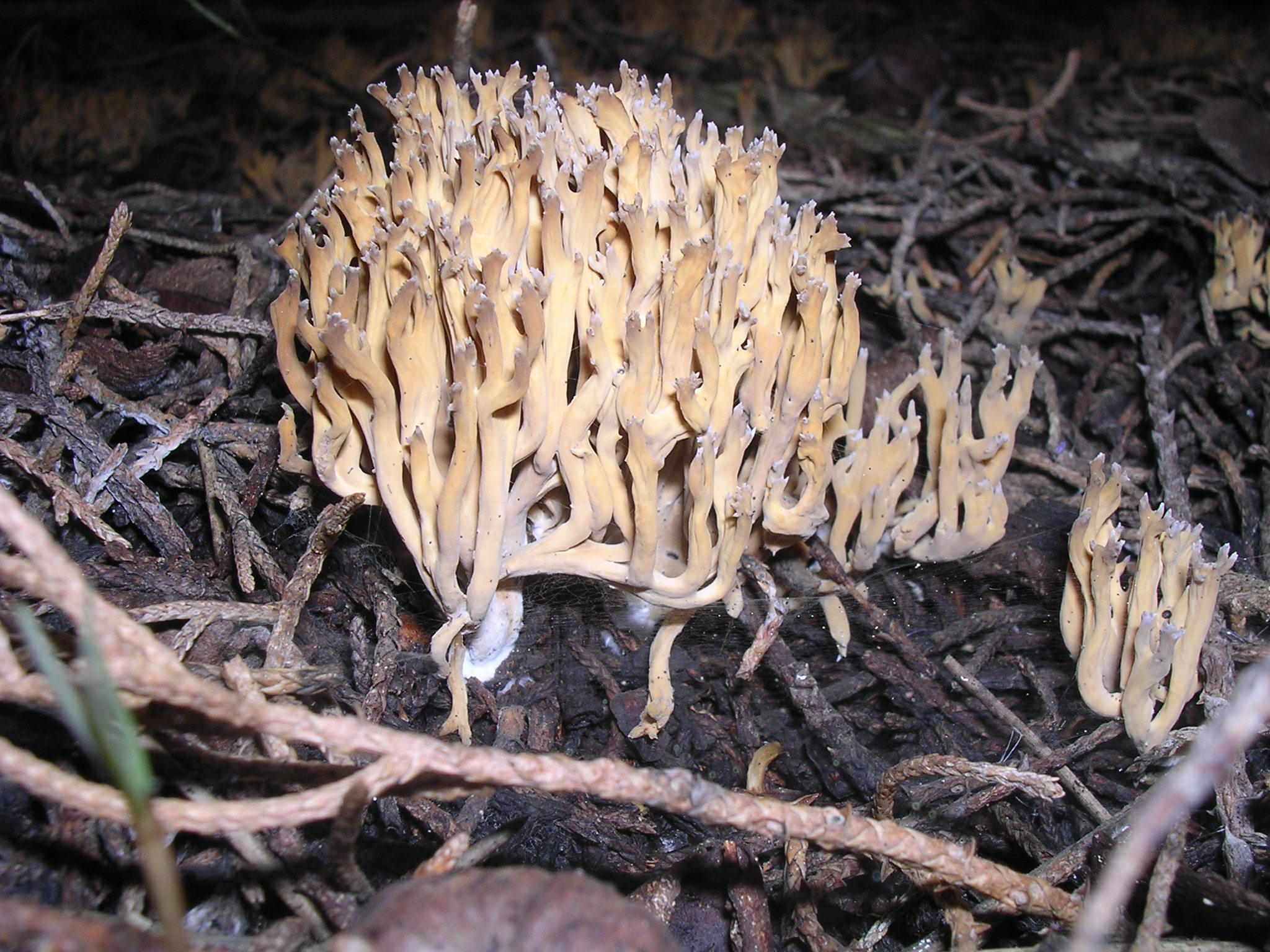
!Ramaria fennica!
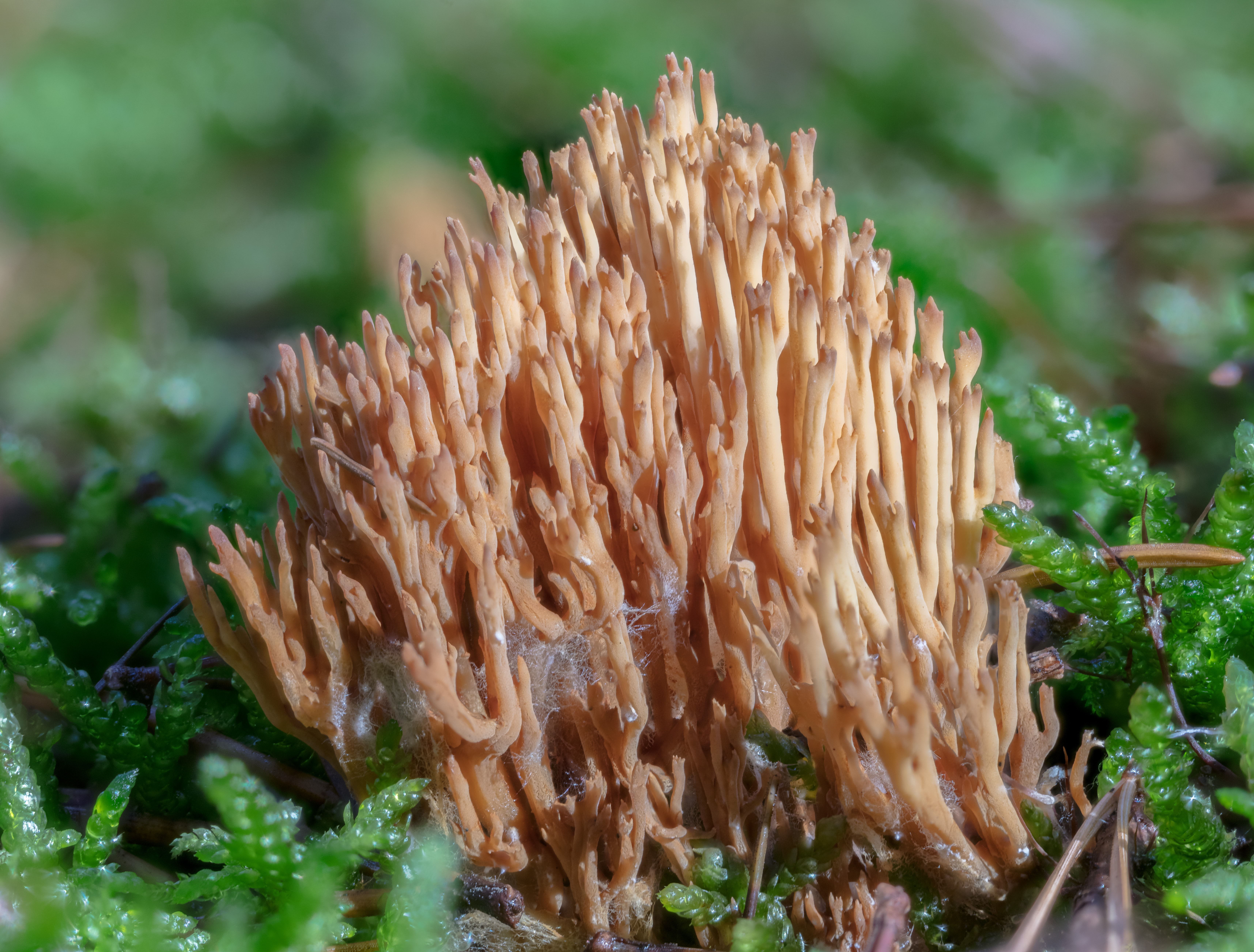
!Ramaria flaccida !
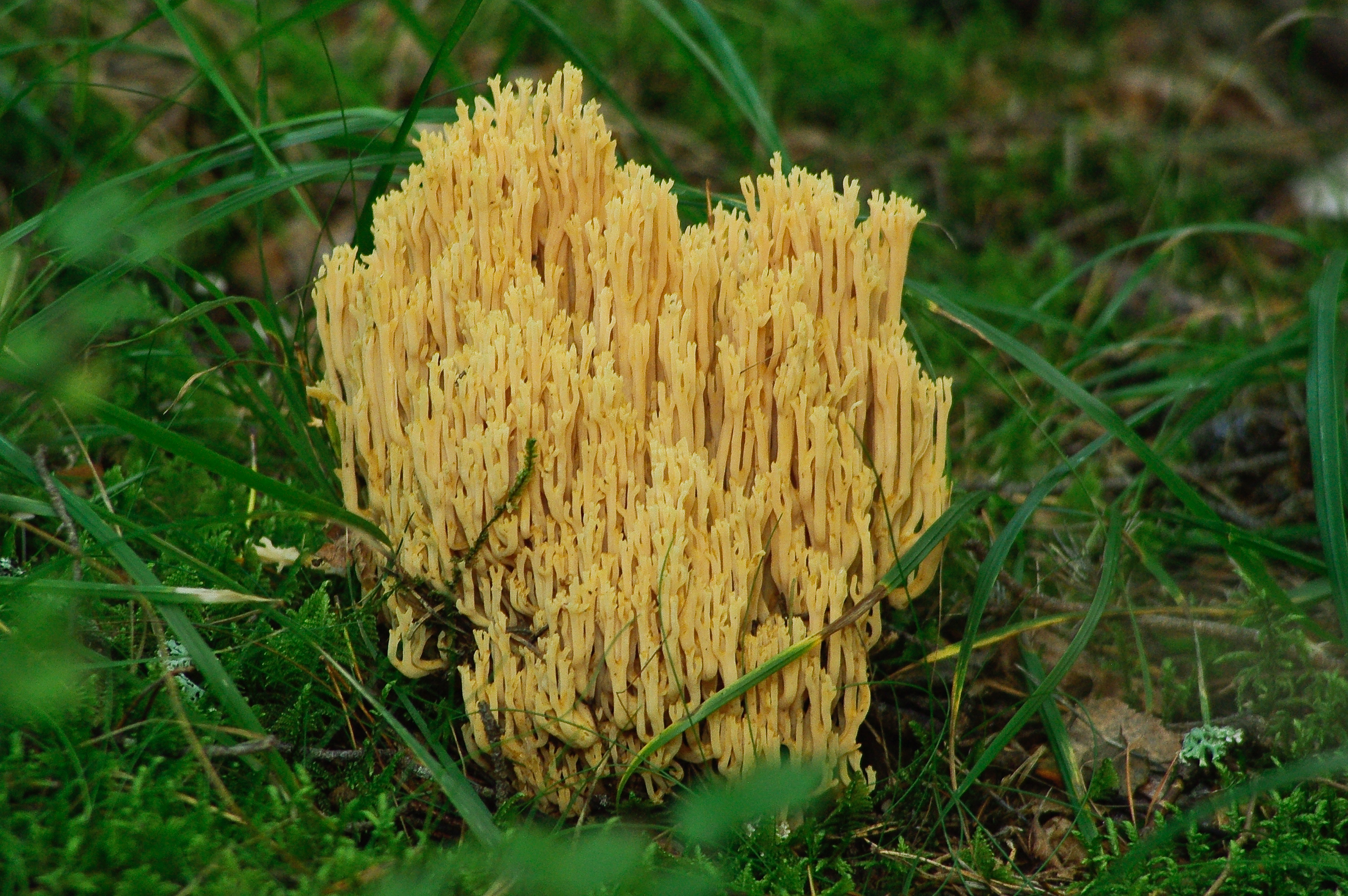
Ramaria flava
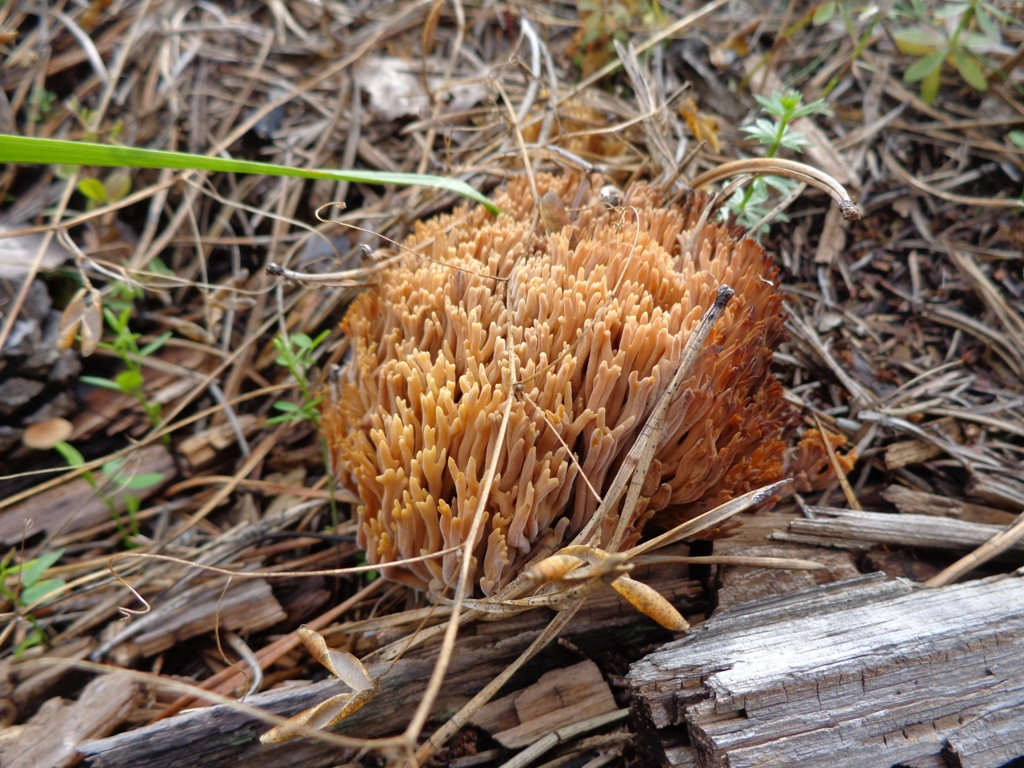
Ramaria flavescens

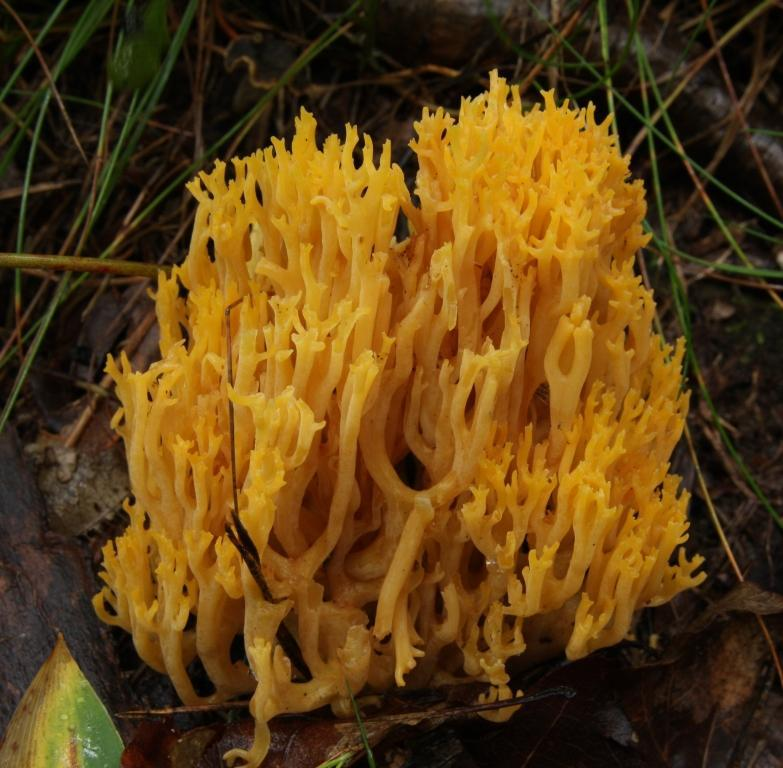
Ramaria flavobrunnescens
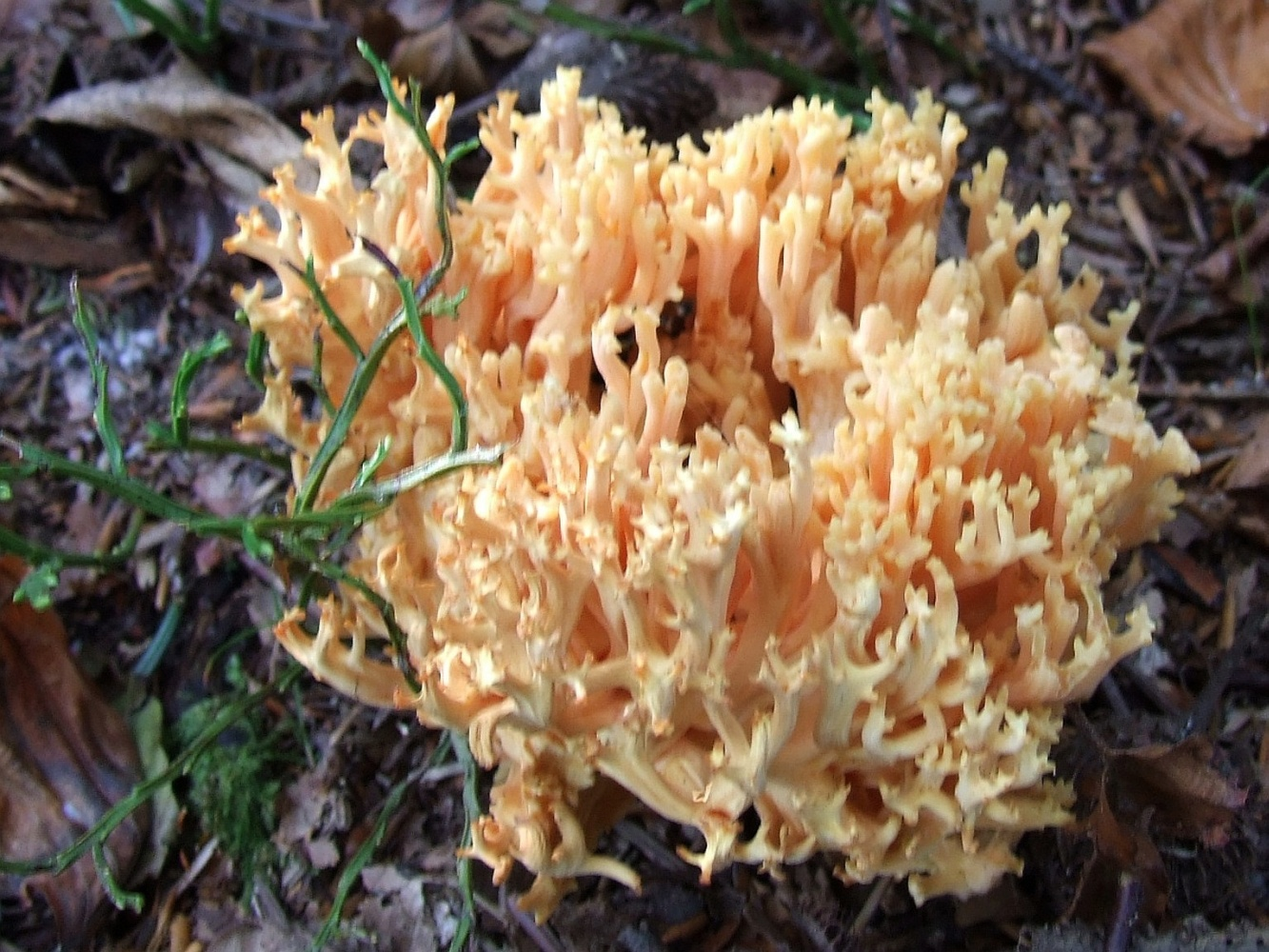
!!Ramaria formosa!!
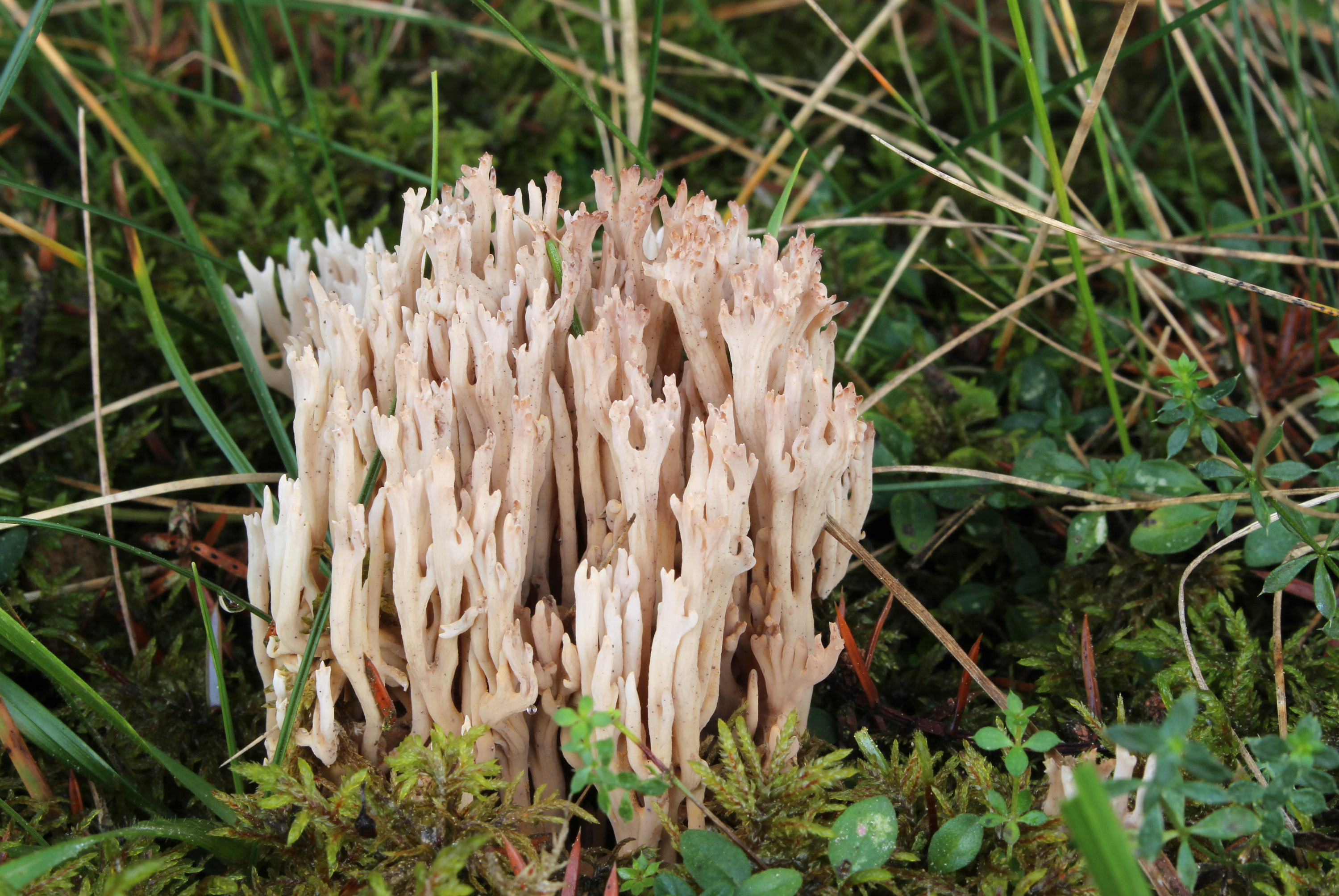
Ramaria gracilis
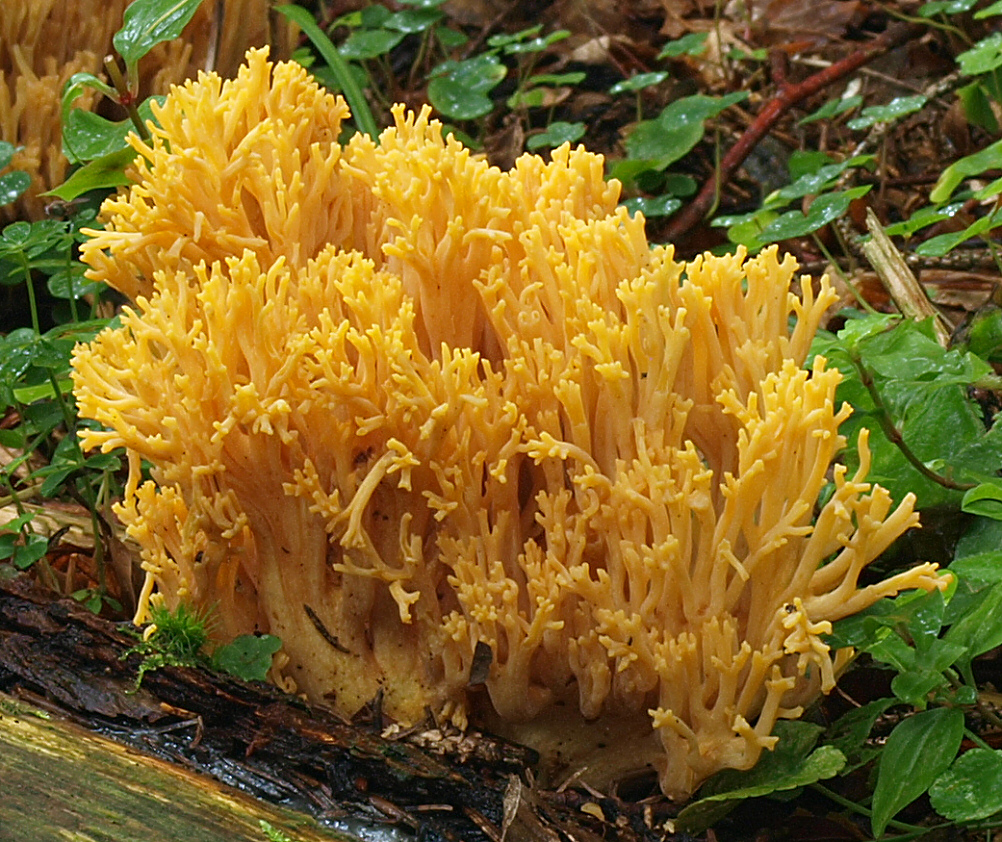
Ramaria largentii
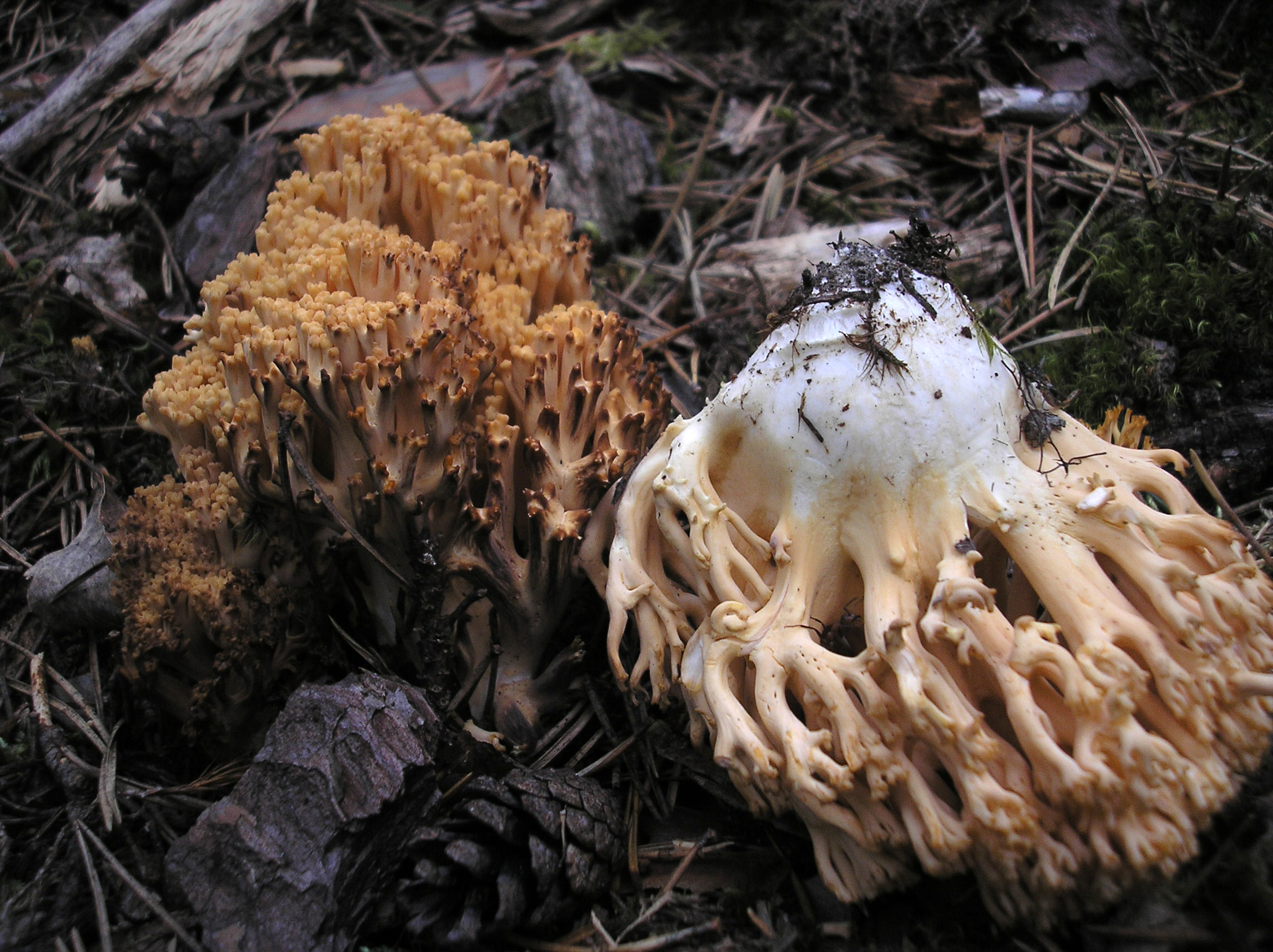
Ramaria obtusissima
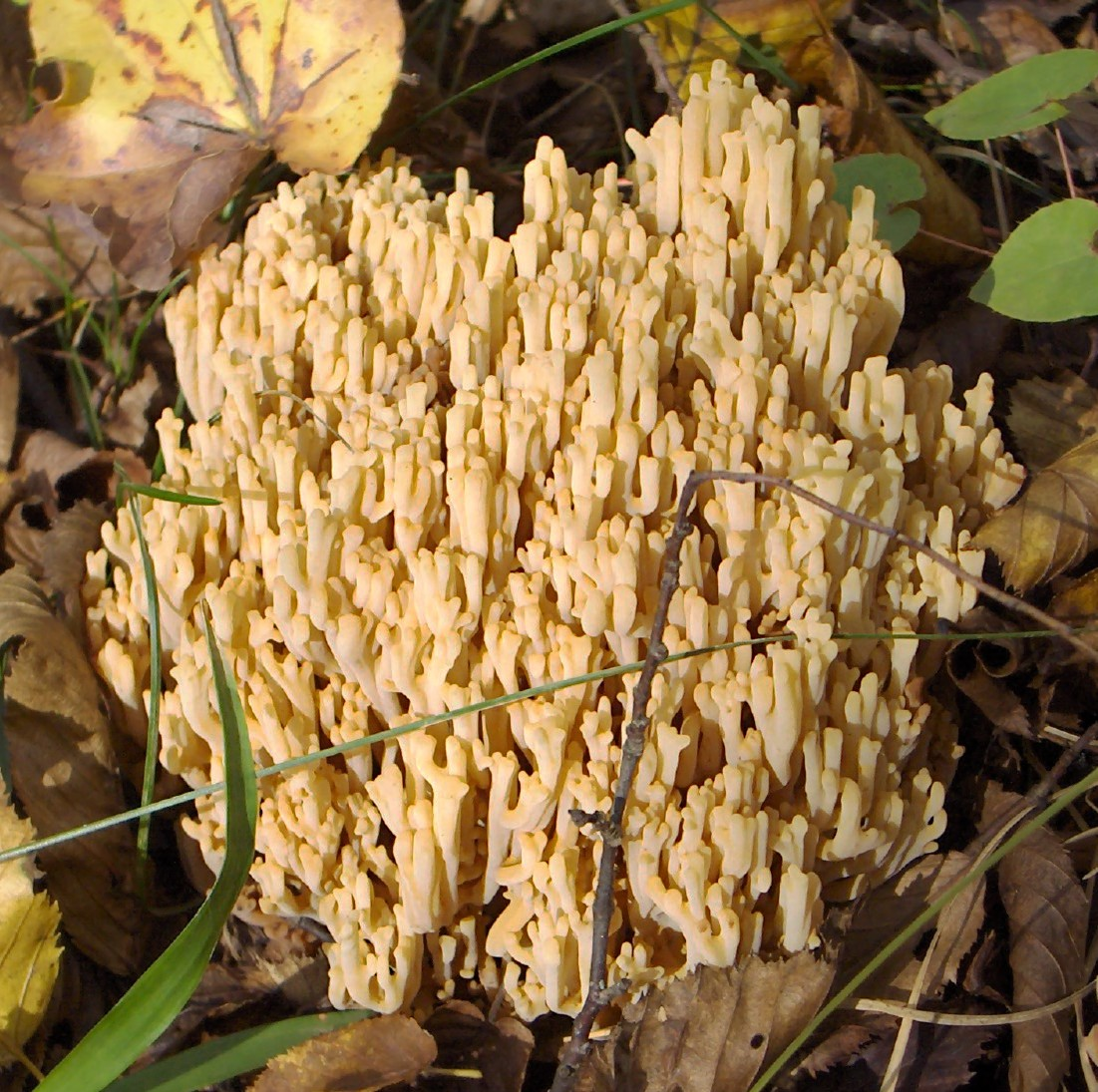
!!Ramaria pallida!!
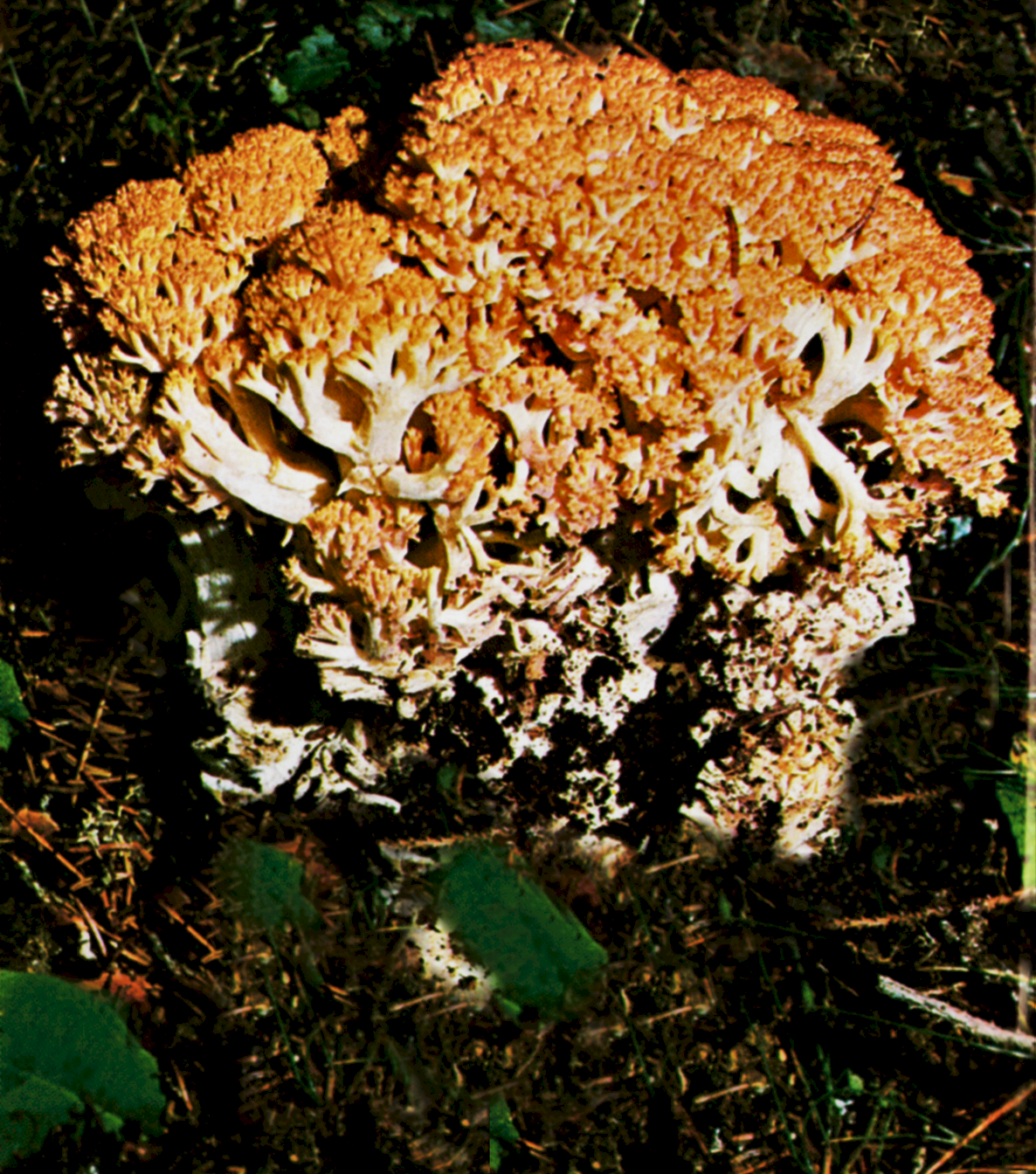
Ramaria rufescens
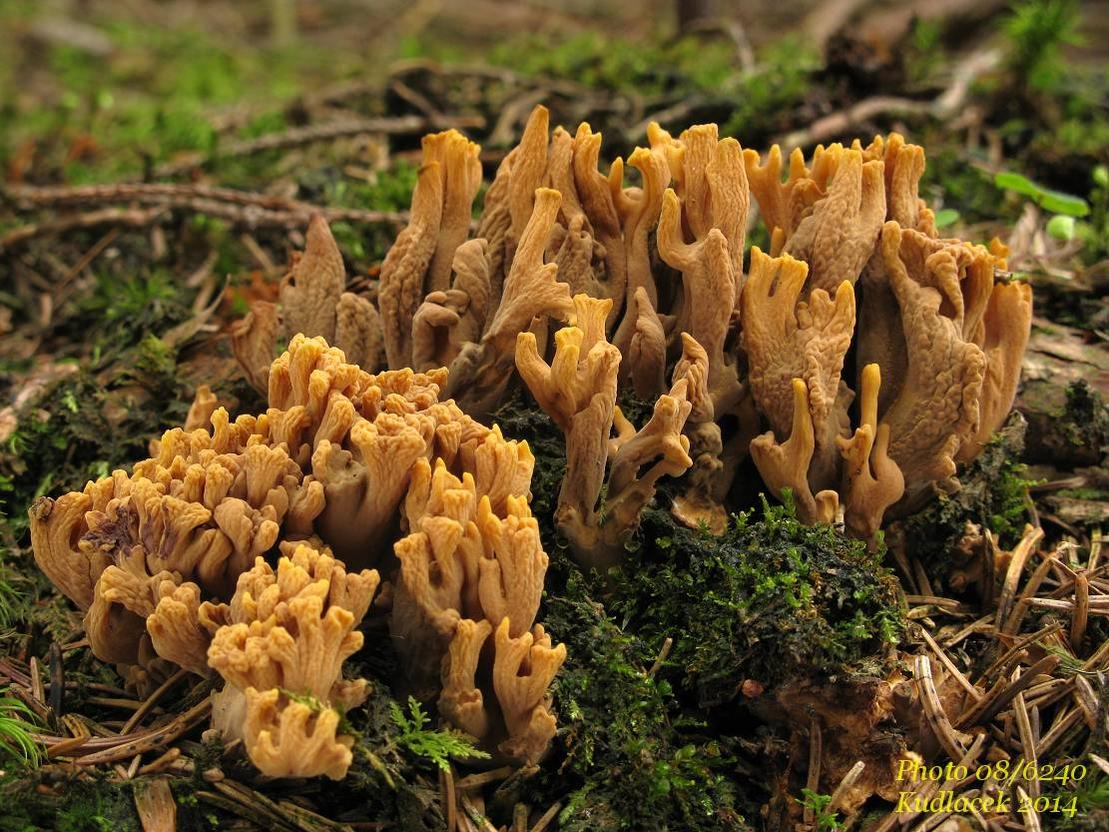
!Ramaria testaceoflava!

## Valorificare
Deși unele surse atestă că specia ar fi comestibilă, această aserțiune nu poate fi confirmată. Din cauza gustului neplăcut este necomestibilă. Nu este otrăvitoare, de aceea poate fi încercată la gust pentru identificare.